# Architaenioglossa
Architaenioglossa Haller, 1890 è un ordine di molluschi gasteropodi della sottoclasse Caenogastropoda.

## Descrizione
Le analisi filogenetiche di dati morfologici e molecolari dimostrano che il taxon Architaenioglossa è parafiletico. Esso ospita sia il gruppo principale di lumache di terra opercolate (Cyclophoroidea) che famiglie di acqua dolce (Ampullariidae e Viviparidae).
I cicloforidi forniscono poche informazioni in quanto hanno perso lo ctenidio, l'osfradio (presente in Cyclophorus) e hanno modificato la cavità palleale come un polmone. Possiedono una singola ghiandola ipobranchiale e il singolo padiglione auricolare sinistro suggerisce che il presunto antenato comune condiviso con gli ampullariidi d'acqua dolce (e i viviparidi) avesse perso lo ctenidio, l'osfradio e la ghiandola ipobranchiale destra. Gli Ampullariidae hanno uno ctenidio a sinistra singolo (e il padiglione auricolare sinistro associato) e una nuova struttura che funge da polmone. Il polmone risiede sul lato sinistro della cavità palleale mentre lo ctenidio sinistro si è spostato sul lato destro. La cavità palleale è estremamente profonda e una cresta ciliata, l'epitenia, giace lungo il pavimento destro della cavità palleale e produce la corrente esalante. Questa struttura è tipicamente considerata autapomorfa negli ampullariidi.
L'osfradio degli Architaenioglossa d'acqua dolce è proporzionalmente maggiore di quello dei vetigastropodi e delle neritopsine. Negli ampullariidi si trova alla base del sifone mentre nei viviparidi si trova sul lato sinistro della branchia. Pertanto, in entrambi i taxa, è situato nella corrente inalante della cavità palleale.

## Tassonomia
Architaenioglossa è stato elevato al rango di ordine da Ponder & Waren nel 1988 per includere le seguebti superfamiglie:
- Ampullarioidea Gray, 1824
- Cyclophoroidea Gray, 1847
- Viviparoidea Gray, 1847